# تياغو أندريه
تياغو أندريه هو عداء مسافات متوسطة برازيلي، ولد في 4 أغسطس 1995 في ريو دي جانيرو في البرازيل.

## سجل المنافسة
| السنة          | البطولة                                     | المكان                            | المركز          | الحدث          | الوقت          |
| ممثلاً البرازيل | ممثلاً البرازيل                              | ممثلاً البرازيل                    | ممثلاً البرازيل  | ممثلاً البرازيل | ممثلاً البرازيل |
| -------------- | ------------------------------------------- | --------------------------------- | --------------- | -------------- | -------------- |
| 2012           | بطولة أمريكا الجنوبية لألعاب القوى للشباب   | مندوزا، الأرجنتين                 | الأول           | 3000 متر       | 8:34.47        |
| 2013           | بطولة أمريكا لألعاب القوى للناشئين          | ميدلين، كولومبيا                  | الثاني          | 1500 متر       | 3:54.22        |
| 2013           | بطولة أمريكا لألعاب القوى للناشئين          | ميدلين، كولومبيا                  | الثاني          | 5000 متر       | 14:52.46       |
| 2013           | بطولة أمريكا الجنوبية لألعاب القوى للناشئين | ريسيستينسيا، الأرجنتين            | الأول           | 1500 متر       | 3:48.42        |
| 2013           | بطولة أمريكا الجنوبية لألعاب القوى للناشئين | ريسيستينسيا، الأرجنتين            | الأول           | 5000 متر       | 14:46.51       |
| 2014           | البطولات الأيبيرية الأمريكية لألعاب القوى   | ساو باولو، البرازيل               | الثاني          | 800 متر        | 1:45.99        |
| 2014           | البطولات الأيبيرية الأمريكية لألعاب القوى   | ساو باولو، البرازيل               | الثاني عشر      | 1500 متر       | 4:14.27        |
| 2014           | بطولة العالم للناشئين لألعاب القوى          | يوجين (اوريغون)، الولايات المتحدة | الرابع          | 800 متر        | 1:46.06        |
| 2014           | بطولة العالم للناشئين لألعاب القوى          | يوجين (اوريغون)، الولايات المتحدة | الرابع          | 1500 متر       | 3:42.58        |
| 2015           | بطولة أمريكا لألعاب القوى                   | تورنتو، كندا                      | الثامن          | 1500 متر       | 3:43.71        |
| 2016           | الألعاب الأولمبية الصيفية                   | ريو دي جانيرو، البرازيل           | الثاني والعشرون | 1500 متر       | 3:44.42        |
| 2017           | بطولة العالم لألعاب القوى                   | لندن، المملكة المتحدة             | السابع          | 800 متر        | 1:46:30        |
| 2018           | البطولات الأيبيرية الأمريكية لألعاب القوى   | تروخيو، بيرو                      | الأول           | 800 متر        | 1:46.73        |
| 2018           | البطولات الأيبيرية الأمريكية لألعاب القوى   | تروخيو، بيرو                      | الثاني          | 1500 متر       | 3:48.48        |
| 2021           | بطولة أمريكا الجنوبية لألعاب القوى          | غواياكيل، الإكوادور               | الأول           | 800 متر        | 1:45.62        |
| 2021           | بطولة أمريكا الجنوبية لألعاب القوى          | غواياكيل، الإكوادور               | الأول           | 1500 متر       | 3:37.92        |

## وصلات خارجية
- تياغو أندريه على موقع الاتحاد الدولي لألعاب القوى (الإنجليزية)
- تياغو أندريه على موقع أوليمبيديا (الإنجليزية)
- تياغو أندريه على موقع اللجنة الأولمبية البرازيلية (البرتغالية)